# ميريت بوتريك
ميريت بوتريك (بالإنجليزية: Merritt Butrick)‏ مواليد 3 سبتمبر 1959 في غينزفيل، الولايات المتحدة - الوفاة 17 مارس 1989 في هوليوود، الولايات المتحدة، هو ممثل أمريكي بدأ مسيرته الفنية سنة 1981.

## الأعمال
- الجميلة والوحش
- ستار تريك: الجيل التالي

## روابط خارجية
- ميريت بوتريك على موقع IMDb (الإنجليزية)
- ميريت بوتريك على موقع ميتاكريتيك (الإنجليزية)
- ميريت بوتريك على موقع روتن توميتوز (الإنجليزية)
- ميريت بوتريك على موقع ألو سيني (الفرنسية)
- ميريت بوتريك على موقع أول موفي (الإنجليزية)
- ميريت بوتريك على موقع قاعدة بيانات الأفلام السويدية (السويدية)
- ميريت بوتريك على موقع إن إن دي بي (الإنجليزية)
- ميريت بوتريك على موقع قاعدة بيانات الفيلم (الإنجليزية)
- ميريت بوتريك على موقع كينوبويسك (الروسية)